# Tetragastris balsamifera
Tetragastris balsamifera är en tvåhjärtbladig växtart som först beskrevs av Sw., och fick sitt nu gällande namn av Lorenz Oken. Tetragastris balsamifera ingår i släktet Tetragastris och familjen Burseraceae. Inga underarter finns listade i Catalogue of Life.